# Eleição municipal de Barreiras em 2020
A eleição municipal da cidade de Barreiras em 2020 ocorreu no dia 15 de novembro em turno único com o objetivo de eleger um prefeito, um vice-prefeito e 19 vereadores, que serão responsáveis pela administração da cidade para o mandato a se iniciar em 1° de janeiro de 2021 e com término em 31 de dezembro de 2024. 
Originalmente, as eleições ocorreriam em 4 de outubro (primeiro turno) e 25 de outubro (segundo turno, para os municípios acima de 200 mil eleitores), porém, com o agravamento da pandemia do novo coronavírus (SARS-CoV-2), causador da Covid-19, as datas foram modificadas com a promulgação da Emenda Constitucional nº 107/2020.
Em 15 de novembro de 2020, o prefeito Zito Barbosa (DEM) foi reeleito com 70,30% dos votos válidos, contra 27,12% do deputado federal Tito, candidato do Avante, e 2,52% de Dr. Marcos Pires, candidato do PSC.

## Contexto político e pandemia
As eleições municipais de 2020 estão sendo marcadas, antes mesmo de iniciada a campanha oficial, pela pandemia do coronavírus SARS-CoV-2 (causador da COVID-19), o que está fazendo com que os partidos remodelem suas metodologias de pré-campanha. O Tribunal Superior Eleitoral (TSE) autorizou os partidos a realizarem as convenções para escolha de candidatos aos escrutínios por meio de plataformas digitais de transmissão, para evitar aglomerações que possam proliferar o vírus. Alguns partidos recorreram a mídias digitais para lançar suas pré-candidaturas. Além disso, a partir deste pleito, será colocada em prática a Emenda Constitucional 97/2017, que proíbe a celebração de coligações partidárias para as eleições legislativas, o que pode gerar um inchaço de candidatos ao legislativo. Conforme reportagem publicada pelo jornal Brasil de Fato em 11 de fevereiro de 2020, o país poderá ultrapassar a marca de 1 milhão de candidatos a prefeito, vice-prefeito e vereador neste escrutínio, o que não seria necessariamente bom, na opinião do professor Carlos Machado, da UnB (Universidade de Brasília): “Temos o hábito de criticar de forma intensa a coligação partidária, sem parar para refletir sobre os elementos positivos dela. O número de candidatos que um partido pode apresentar numa eleição, varia se ele estiver dentro de uma coligação, porque quando os partidos participam de uma coligação, eles são considerados como um único partido", afirmou Machado na reportagem.

## Candidatos a Prefeitura de Barreiras
| Cor | N° | Candidato(a) a prefeito(a) | Partido | Candidato(a) a vice-prefeito(a) | Coligação                                                                              |
| --- | -- | -------------------------- | ------- | ------------------------------- | -------------------------------------------------------------------------------------- |
|     | 20 | Dr Marcos Pires            | PSC     | Adailton Barbenare (PSC)        | Sem Coligação                                                                          |
|     | 25 | Zito Barbosa               | DEM     | Emerson Cardoso (DEM)           | Barreiras no Caminho Certo DEM, MDB, PSL, PODE, Patriota, PSDB, PSD, PP e Republicanos |
|     | 27 | Emilio                     | DC      | João Costa (PTB)                | Pátria, Família, Liberdade DC e PTB                                                    |
|     | 70 | Tito                       | Avante  | Edileusa Possato (PT)           | Pra Cuidar da Nossa Gente Avante, PROS, PL, PT, PDT, PCdoB, PSB e Solidariedade        |

## Resultados

### Prefeitura
| Candidato(a)           | Candidato(a)           | Vice                     | 1º turno 15 de novembro de 2020 | 1º turno 15 de novembro de 2020 |
| Candidato(a)           | Candidato(a)           | Vice                     | Total                           | Porcentagem                     |
| ---------------------- | ---------------------- | ------------------------ | ------------------------------- | ------------------------------- |
|                        | Zito Barbosa (DEM)     | Emerson Cardoso (DEM)    | 51.107                          | 70,30%                          |
|                        | Tito (Avante)          | Edileusa Possato (PT)    | 19.716                          | 27,12%                          |
|                        | Dr Marcos Pires (PSC)  | Adailton Barbenare (PSC) | 1.835                           | 2,52%                           |
|                        | Emilio (DC)            | João Costa (PTB)         | 38                              | 0,05%                           |
| Total de votos válidos | Total de votos válidos | Total de votos válidos   | 72.658                          | 93,17%                          |
| → Votos em branco      | → Votos em branco      | → Votos em branco        | 1.292                           | 1,66%                           |
| → Votos nulos          | → Votos nulos          | → Votos nulos            | 3.999                           | 5,13%                           |
| Total de votos         | Total de votos         | Total de votos           | 77.987                          | 80,77%                          |
| Abstenções             | Abstenções             | Abstenções               | 18.572                          | 19,23%                          |
| Total de inscritos     | Total de inscritos     | Total de inscritos       | 96.559                          | 100%                            |

- Nota: O candidato Emilio (DC) teve o registro de candidatura rejeitado pelo TRE/BA.